# Kôt. Un enigma lungo mille anni
Kôt. Un enigma lungo mille anni è un romanzo thriller fantastico per ragazzi del 2007 dell'autore spagnolo Rafael Ábalos.
È stato pubblicato in italiano nel 2009.

## Trama
(iscrizione in quarta di copertina)
Nel cuore di Manhattan, un giorno qualunque, il consulente della NASA Kenneth Kogan si risveglia con i polsi incatenati. La stanza buia in cui è imprigionato non è la camera da letto in cui si è addormentato la sera prima, ma sembra una prigione medievale. Non sa chi è, né perché si trova in quel luogo.
La stessa sera due ragazzi-prodigio, Nicholas e Beth, ricevono uno strano messaggio di posta elettronica che contiene una lunga e misteriosa successione di operazioni matematiche.
Nel frattempo, l'eminente neurologa Katie Hart, candidata al premio Nobel, viene ritrovata morta nel suo appartamento. Il suo corpo non mostra alcun segno di violenza, ma solo una parola incisa nel palmo della mano: Kôt. Le indagini del caso vengono affidate al detective della Omicidi Aldous Fowler.
Tre storie apparentemente slegate nascondono un unico, diabolico orchestratore. Nessuno, sa chi sarà la prossima vittima: a meno che Nicholas e Beth non riescano a risolvere l'enigma, scoprendo a chi appartiene la mente perversa e geniale capace di architettare un piano quasi perfetto.

## Personaggi
- Nicholas Kilby, coprotagonista, studente liceale di 15 anni;
- Beth Hampton, coprotagonista, migliore amica e coetanea di Nicholas;
- Aldous Fowler, deuteragonista, investigatore della Sezione Omicidi di Manhattan;
- Walter Stuck, antagonista, uomo dal torbido passato, assassino di alcuni scienziati e capo della setta satanica Kôt, la sua identità rimane avvolta nel mistero fino alle ultime pagine;
- Kenneth Kogan, mandante, consulente della NASA imprigionato in una cella segreta, affida a Nicholas e Beth un'importantissima missione;
- Gli otto scienziati membri della Società Ouroboros (oltre a Kenneth Kogan), aiutanti, vengono ammazzati dalla setta satanica Kôt;
- Carol Ramsey, mentore, aiuta Nicholas e Beth a portare a compimento la missione affidatagli da Kenneth Kogan attraverso il gioco online detto "degli enigmi infiniti";
- Katie Hart, oppositrice, neurologa geniale candidata al Premio Nobel, con la sua morte fa partire le indagini del detective Fowler;
- Il tenente Taylor, aiutante, agente dell'FBI che svolge assieme ad Aldous Fowler le indagini sul caso della dottoressa Hart;
- Susan Gallagher (soprannominata Pemby), aiutante, amica d'infanzia di Aldous Fowler e conduttrice di un importante show televisivo della NBC;
- Il dottor Brannagh, aiutante, direttore del Centro Studi Neurologici Grosling, dove lavorava Katie Hart;
- Berenice Hernando, aiutante, colf di Katie Hart, aiuta il detective Fowler nelle indagini con la sua testimonianza;
- Corina Frediani, aiutante, assistente di Katie Hart, svela al detective Fowler segreti indispensabili per il proseguimento delle indagini;
- Scrinna Kendall, aiutante, medico legale che, effettuando l'autopsia sul cadavere della dottoressa Hart, scopre che il cervello è stato estratto in maniera misteriosa;
- Benson Stuart Cross, oppositore, ex-precettore e aiutante Walter Stuck nelle sue azioni criminali;
- Otto, oppositore, sicario al soldo di Walter Stuck;
- I frati della setta satanica Kôt, oppositori, aiutano Walter Stuck nell'eliminazione degli scienziati al fine di impossessarsi della Pietra Filosofale.

## Capitoli
Lo scrittore utilizza tre nuclei narrativi, corrispondenti a tre diverse storie che man mano si intrecciano sempre più fino a fondersi nel finale. Le tre diverse storie sono raccontate a episodi, in una successione a catena regolare: prima il nucleo narrativo più vicino all'antagonista Walter Stuck (pur essendo, nella prima parte, incentrato su una sua vittima, Kenneth Kogan), poi quello cominciante dai coprotagonisti Nicholas Kilby e Beth Hampton, infine, quella che parla delle indagini del deuteragonista, il detective Aldous Fowler. Inoltre il libro è diviso in tre parti cronologiche e ogni storia, pur conservando la propria identità, assume un nome diverso a seconda della parte del libro a seconda della parte. Infine, l'ordine in cui si susseguono le tre storie cambia a seconda della parte.

### Prima parte pag.9
- La segreta del diavolo [storia dell'antagonista]
- Il gioco degli enigmi infiniti [storia dei due coprotagonisti]
- Il segno dell'abisso [storia del deuteragonista]

### Seconda parte pag.91
- La missione Ouroboros [storia dei due coprotagonisti]
- Il prestigiatore [storia del deuteragonista]
- Il Club Gotico [storia dell'antagonista]

### Terza parte pag. 303
- I mostri della mente [storia del deuteragonista]
- La leggenda nascosta [storia dei due coprotagonisti]
- La sfida dei serpenti [storia dell'antagonista]